# Сельское поселение Старое Максимкино
Сельское поселение Старое Максимкино — муниципальное образование в Кошкинском районе Самарской области.
Административный центр — село Старое Максимкино.

## История
Село Старое Максимкино и деревня Малое Максимкино основались примерно в середине XVII века на берегу реки Большой Черемшан.
Согласно Казанскому государственному архиву по переписи (ревизии) в 1858 году имелось в селах Старое Максимкино — 73 хозяйства, Малое Максимкино — 61 хозяйство. В 1891 году в селе Старое Максимкино — 171 хозяйство, Малое Максимкино — 92 хозяйства.

## Административное устройство
В состав сельского поселения Старое Максимкино входят:
- деревня Малое Максимкино,
- село Старое Максимкино.